# Offizieranwärter
Offizieranwärter (OA), militärisch meist für Offiziersanwärter, ist ein Anwärter auf den Offiziersrang beim Militär. Je nach Staat haben Offizieranwärter einen unterschiedlichen Status.
In Deutschland führte die Reichswehr die Bezeichnung für solche Offiziersbewerber ein, denen, anders als den Fähnrichen, die Hochschulreife fehlte und die die Voraussetzungen für eine Fortsetzung ihrer Karriere durch interne Lehrgänge zu erwerben hatten.

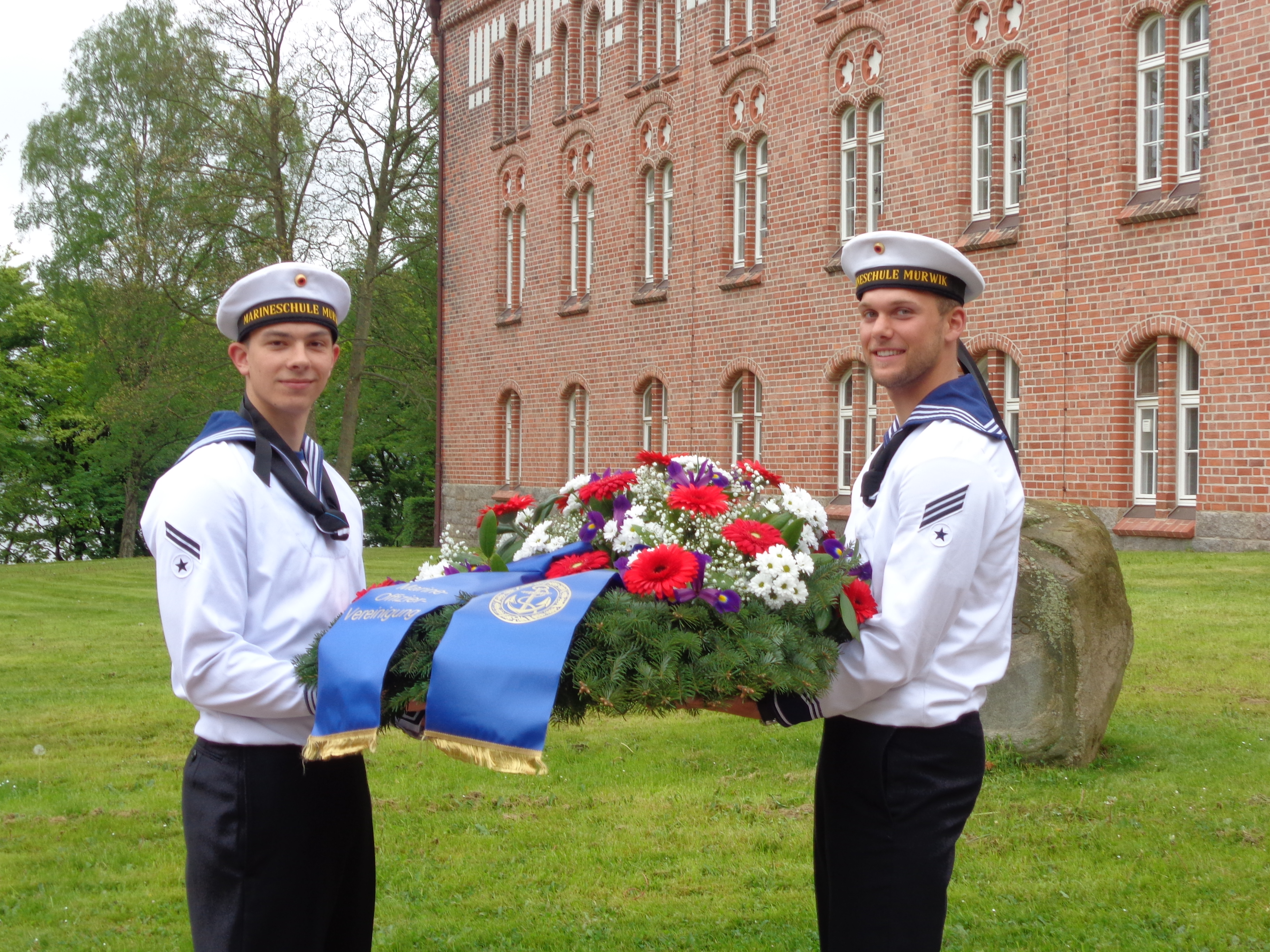
Offizieranwärter der Marineschule Mürwik (2014)

## Bundeswehr
Offizieranwärter sind in der Bundeswehr gemäß der Soldatenlaufbahnverordnung Soldaten in einer der Laufbahnen der Offiziere des Truppendienstes und des militärfachlichen Dienstes, die noch nicht zum Offizier befördert worden sind. Sie sind Angehörige der Dienstgradgruppen der Mannschaften, der Unteroffiziere mit und ohne Portepee, tragen jedoch teilweise eigene Dienstgradbezeichnungen.
Daneben gibt es Sanitätsoffizier-Anwärter in der Laufbahn der Offiziere des Sanitätsdienstes.

## NATO (OF-D)
Gemäß NATO-Rangcode wird der Offiziersanwärter unter dem Kürzel OF(D) oder OF-D geführt, was vom Englischen Officer (Designate) abgeleitet werden kann.

## Österreich

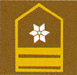
Rangabzeichen Fähnrich für den Feldanzug

Beim Bundesheer ist der Offizieranwärter mit einem Kadetten oder Offiziersschüler vergleichbar.
Bei künftigen Berufsoffizieren sind jene Soldaten Offizieranwärter, die die Theresianische Militärakademie in Wiener Neustadt besuchen oder gerade das Jahr nach der Ausbildung in der Truppenausbildung verbringen. Während dieser Zeit sind sie Fähnrich.
Bei künftigen Milizoffizieren sind jene Wachtmeister der Miliz Offiziersanwärter, die nach Beendigung der Zugskommandantenausbildung (1. und 2. Teil) bei der darauf folgenden Waffenübung (inkl. Eignungsüberprüfung) zum Leutnant ernannt werden.

## Vereinigte Staaten von Amerika

Schulterklappe Officer Candidate der US-Marine

In den Vereinigten Staaten gibt es innerhalb der Teilstreitkräfte keinen einheitlichen Ausbildungsgang, sondern eine Vielzahl von Möglichkeiten für Offizieranwärter. Die Offizierausbildung in den Vereinigten Staaten ist seit dem 19. Jahrhundert eng mit einer akademischen Ausbildung verknüpft und die Ernennung zum Offizier (englisch commission) setzt im Regelfall einen Hochschulabschluss voraus. Diese enge Verbindung von Hochschule und der Ausbildung von Offiziersanwärtern entspricht einerseits dem amerikanischen Leistungsprinzip, also der Auswahl des Offizieranwärter unabhängig von der Herkunft, andererseits dem Bewusstsein, dass in Krise und Krieg das Offizierskorps einen schnellen Aufwuchs an gut ausgebildeten Personal bedarf und Hochschulen dafür einen guten Personalpool bilden. Mit Ausnahme der Nationalgarde durchlaufen Reserveoffizieranwärter den Ausbildungsgang für aktive Offiziere.
Offizieranwärter in den Streitkräften werden, wenn sie im aktiven Dienst sind, nach der Besoldungsgruppe E-5 oder bei der Nationalgarde nach E-6 besoldet. Dies entspricht dem Besoldung eines Sergeant oder Staff Sergeant. Hatten sie vorher eine höhere Besoldung als Unteroffizier inne, wird die höhere Besoldung beibehalten. Die Einordnung in die Rangstruktur ist nicht klar geregelt. Grundsätzlich sind Offizieranwärter zwischen Unteroffiziere und Warrant Officer angeordnet, haben aber als Schüler von militärischen Ausbildungseinrichtungen keine Befehlsgewalt, außer diese wird ihnen im Rahmen der Ausbildung explizit zugewiesen, z. B. Gruppenführer im Kadettenkorps oder im Truppenpraktikum. Die Bezeichnung der Offizieranwärter ergibt sich aus der Teilstreitkraft und der Institution an welcher die Offizierausbildung erfolgt:
- Cadet im Reserve Officer Training Corps und an Militärakademien von Heer, Luftwaffe und Küstenwache
- Midshipman im Naval Reserve Officer Training Corps von Marine und Marineinfanterie und an der Marineakademie und United States Merchant Marine Academy
- Officer Candidate in der Offizieranwärterschulen von Heer, Marine, Marineinfanterie und Küstenwache
- Officer Trainee in der Offizieranwärterschule der Luftwaffe

### Reserve Officer Training Corps

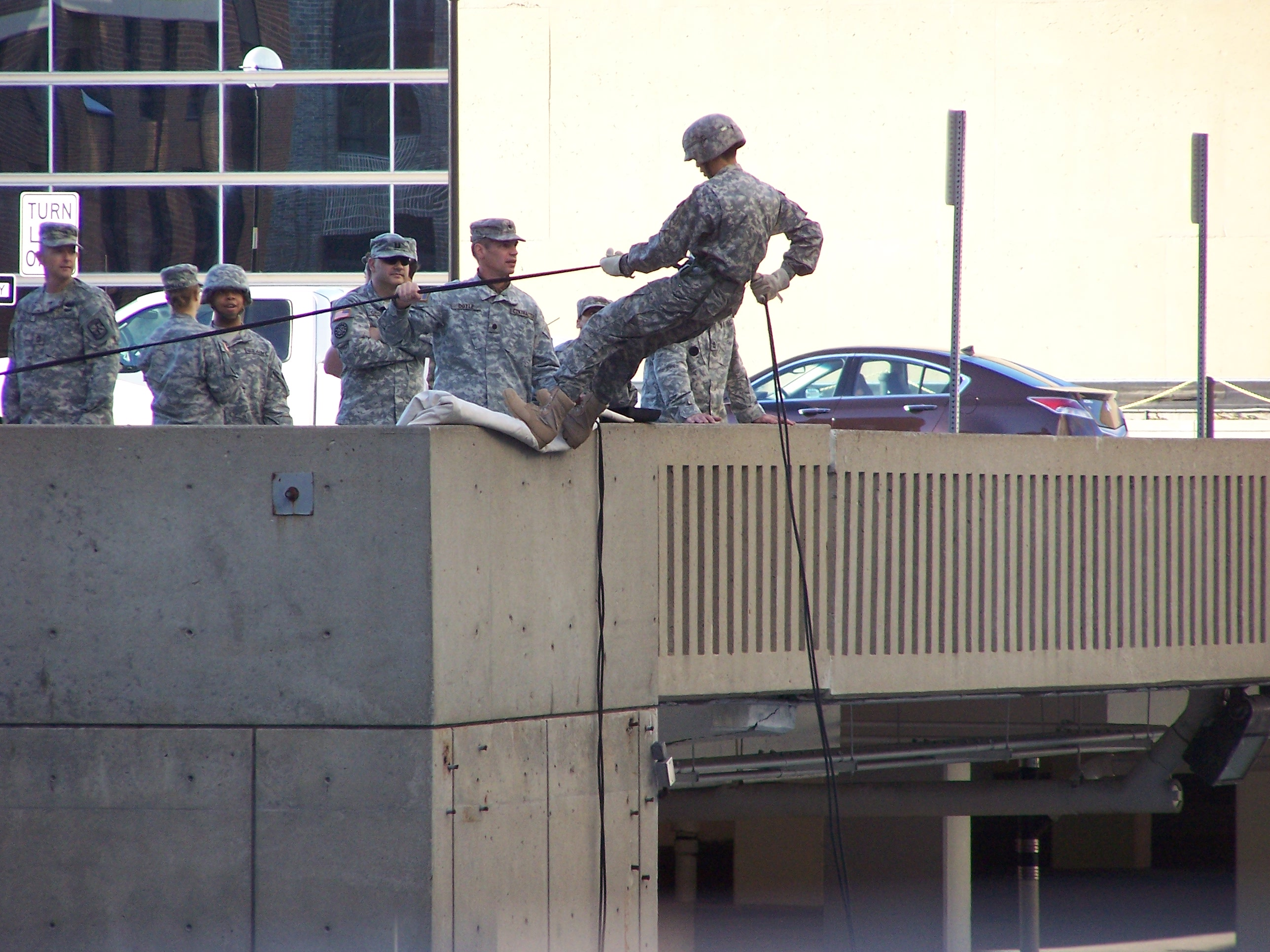
Offizieranwärter des ROTC auf dem Campus der University of Michigan

Das Reserve Officer Training Corps (ROTC deutsch etwa Reserveoffizier-Ausbildungskorps) ist ein Ausbildungsprogramm an Colleges und Universitäten zur Rekrutierung und Ausbildung von Offizieren. Für die inhaltliche Ausgestaltung sind die Teilstreitkräfte verantwortlich. Die Ausbildung im Rahmen des ROTC-Programms ist auf ein vierjähriges Grundständiges Studium zum Bakkalaureus ausgerichtet. Mit erfolgreichen Studienabschluss der Hochschule erhalten die Offizieranwärter das Offizierspatent, die Beförderung zum Leutnant oder Leutnant zur See und beginnen ihren Dienst als Offizier oder Reserveoffizier. Der erfolgreiche Abschluss des ROTC wird im Abschlusszeugnis der Hochschule oft als Nebenfachabschluss in Military Science, Naval Science oder Aerospace Studies bescheinigt. Die Offizieranwärter des ROTC sind keine aktiven Soldaten und unterliegen nicht der Militärgerichtsbarkeit. In der letzten zwei Jahren der Ausbildung gehören sie aber zur Reserve ihrer gewählten Teilstreitkraft.
Im Jahre 2017 gehen aus dem ROTC 36 % aller Offiziere der US-Streitkräfte hervor. Es ist mindestens nach dem Studium drei Jahre aktiver Dienst in den Streitkräften zu leisten. In besonderen Fällen ist von Seiten der Teilstreitkräfte eine Verzicht auf eine aktive Dienstzeit möglich. Die Absolventen müssen dann mindestens acht Jahre als Reserveoffizier in der Reserve oder der Nationalgarde der Teilstreitkraft dienen.
Ausbildungseinrichtungen

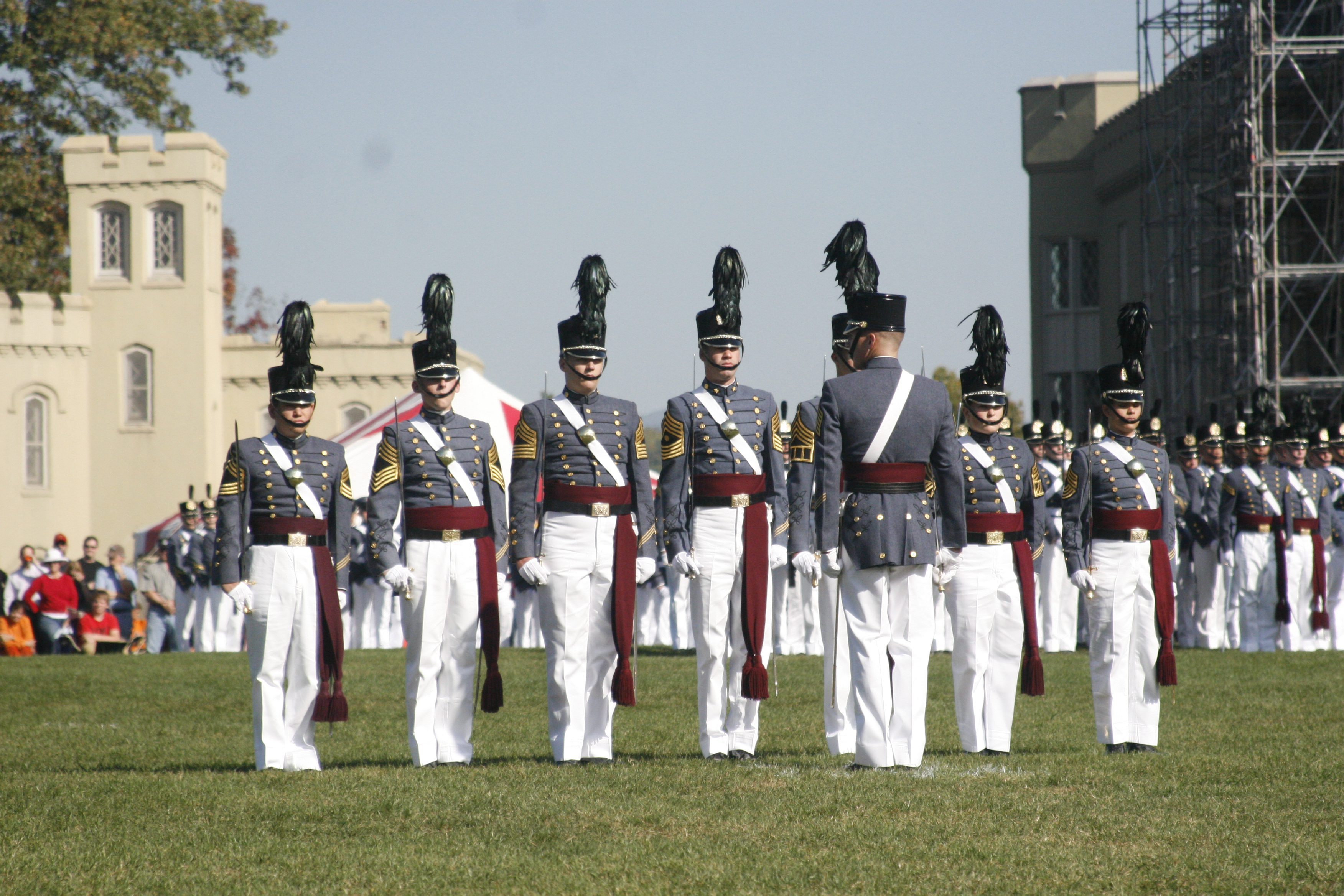
Kadetten des Virginia Military Institut, einem Senior Military College

- Sechs Senior Military College mit besonderen Status nach der Militärgesetzgebung. Es existieren Texas A&M University, Norwich University, Virginia Military Institute, The Citadel, Virginia Polytechnic Institute and State University und North Georgia College and State University. Offizieranwärter dieser Hochschulen sind in einem Kadettenkorps mit militärischen Regeln organisiert und ihre Kadetten sind verpflichtet, Uniform zu tragen. Diese Hochschulen bilden die Studenten nach den Standards der Militärakademien der US-Streitkräfte aus.[5] Absolventen dieser Colleges haben das Recht als aktive Offiziere in einer von ihnen gewählten Teilstreitkraft zu dienen.[19][20]
- Military-Junior-Colleges bieten einen Associate-Abschluss, vorher oft einen High-School-Abschluss und ein zweijähriges Army ROTC Programm. Im Rahmen des Early Commission Programm können Studenten nach zwei Jahren eine Offizierspatent erhalten. Vollenden sie ihr Studium zum Bachelor-Abschluss an einer anderen Hochschule und dienen gleichzeitig als Reserveoffizier in der Reserve oder Nationalgarde, so haben sie das Recht als aktiver Offizier zu dienen. Es existieren mit dem Georgia Military College, Marion Military Institute, New Mexico Military Institute, und Valley Forge Military Academy and College vier Junior-Colleges.[19]
- Sonstige private und staatliche Hochschulen und Universitäten die ein Kadettenkorps anbieten, jedoch keinen besonderen Status besitzen.
- Die Mehrzahl der Offizieranwärter des ROTC studiert heute an zivilen Hochschulen ohne Kadettenkorps. Die Ausbildung im Rahmen des ROTC findet auf dem Campus statt und auch nur während der Ausbildung wird Uniform getragen.

### Militärakademien des Bundes

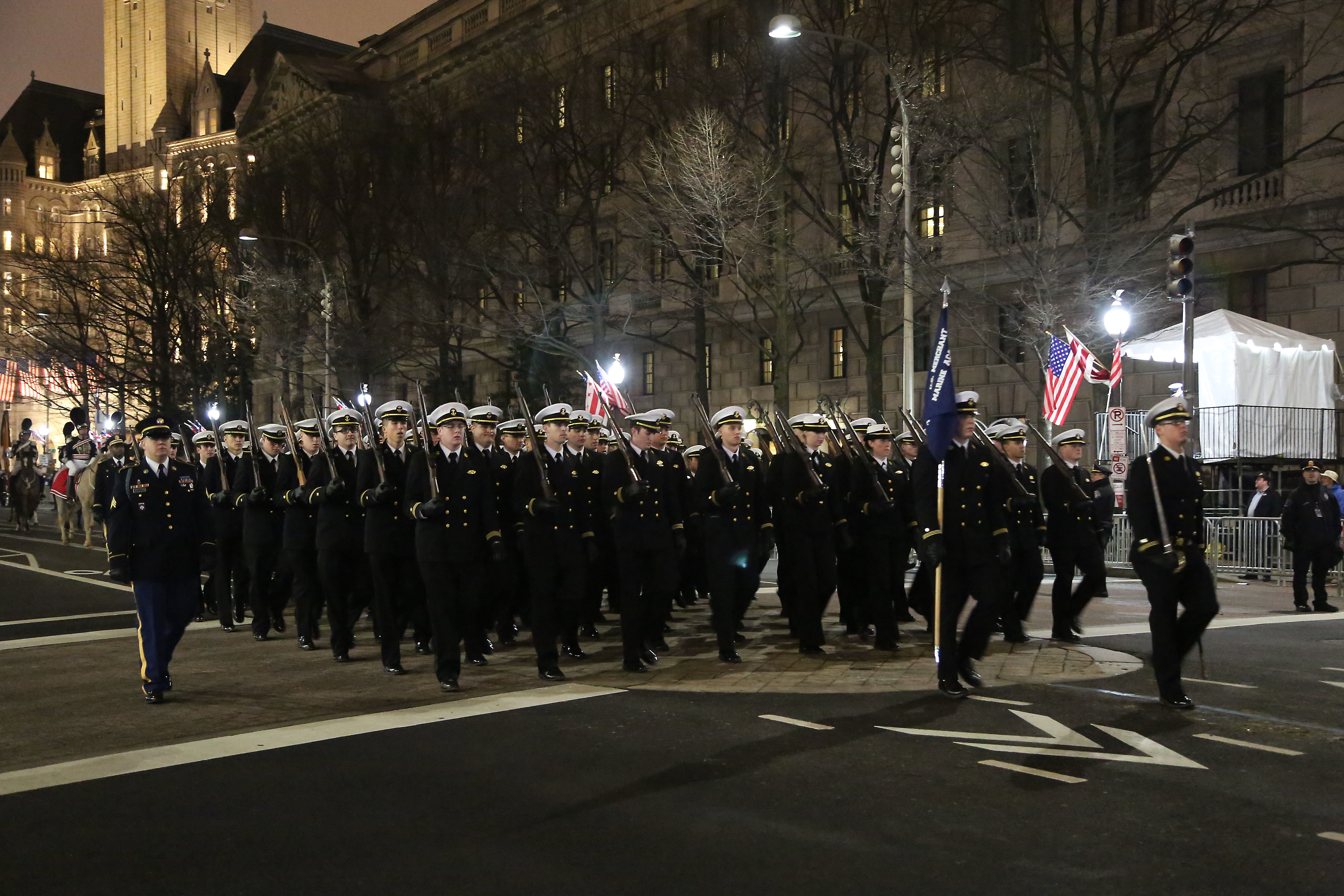
Offizieranwärter der United States Merchant Marine Academy bei einer Parade

Die Militärakademien (englisch Federal Service Academy) sind in den USA fünf Hochschulen des Bundes, die der Offizierausbildung dienen. Jede Teilstreitkraft, außer dem US Marine Corps und Space Force hat eine eigene Akademie. Daneben unterhält die United States Maritime Administration eine eigene Militärakademie. Im Unterschied zum Reserve Officer Training Korps sind die Offizieranwärter der Militärakademien der Teilstreitkräfte aktive Soldaten und unterliegen der Militärgerichtsbarkeit. Das Leben auf dem Campus findet in einem Kadettenkorps statt. Absolventen müssen acht Jahre in den Streitkräften dienen, davon mindestens fünf Jahre als aktiver Offizier.
- United States Military Academy in West Point, New York. Sie bildet etwa 25 % des Offiziernachwuchses des US-Heeres aus.
- United States Naval Academy in Annapolis, Maryland für Offizieranwärter der Marine und der US-Marineinfanterie.
- United States Air Force Academy in Colorado Springs im Bundesstaat Colorado für Offizieranwärter der US-Luftstreitkräfte und Space Force.
- United States Coast Guard Academy ist eine Ausbildungseinrichtung für Offizieranwärter der US-Küstenwache. Die Hochschule hat ihren Sitz in New London in Connecticut an der Ostküste der USA.
- United States Merchant Marine Academy der United States Maritime Administration in Kings Point, New York. Die Studenten werden für einen Beruf als Nautischer Offizier, Schiffsingenieur oder für die maritime Wirtschaft vorbereitet. Gleichzeitig sind sie Offizieranwärter der United States Navy Reserve. Neben fünf Jahren Dienst in der Handelsmarine oder maritimen Wirtschaft sind acht Jahre als Dienst als Reserveoffizier in einer Teilstreitkraft obligatorisch. Ein Drittel der Absolventen dient jedoch nach Abschluss direkt als aktiver Offizier in den Streitkräften.

### Offizieranwärterschulen

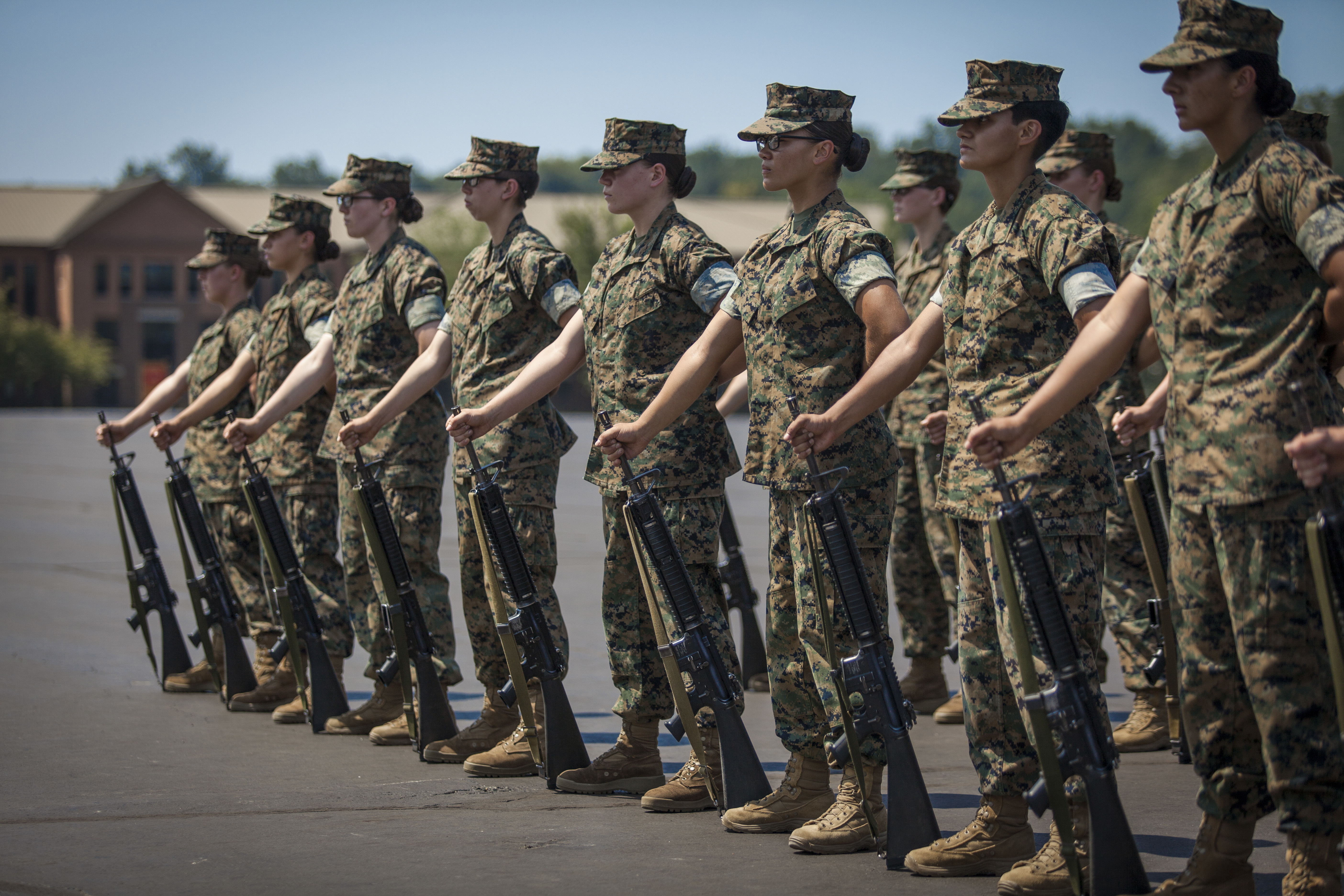
Offizieranwärter der Marineinfanterie an der Officer Candidate School

Offizieranwärterschulen (englisch Officer Candidate School oder Officer Training School) sind militärische Ausbildungseinrichtungen der Teilstreitkräfte, die der militärischen Ausbildung von Offizieranwärtern dienen. In mehrwöchigen Lehrgängen werden ungediente Offiziersanwärter mit akademischem Abschluss oder gediente Unteroffiziere auf ihre Tätigkeit als Offizier vorbereitet. Je nach militärischer Vorverwendung und Teilstreitkraft beträgt die Ausbildungsdauer zwischen 9 und 17 Wochen. Schwerpunkt ist die Ausbildung zum militärischen Führer, um anschließend in anderen Militärschulen für die erste Verwendung als Offizier fachlich vorbereitet zu werden.
- Officer Candidate School des Heeres in Fort Moore, Georgia
- Officer Candidate School der Marine auf der Newport, Rhode Island
- Officer Candidates School des Marinekorps auf der Marine Corps Base Quantico, Virginia
- Officer Training School der Luftwaffe auf der Maxwell Air Force Base, Alabama
- Officer Candidates School der Küstenwache an der United States Coast Guard Academy in New London, Connecticut.

### Nationalgarde
Offizieranwärter der Nationalgarde besuchen im Regelfall ein Offizieranwärterschule oder speziellen Offizierlehrgang. Die Officer Training School der Luftwaffe bietet hier einen verkürzten Lehrgang für Reserveoffizieranwärter der Air National Guard an. Bei der Army National Guard bestehen drei Möglichkeiten:
- Besuch des Lehrgangs der Officer Candidate School des Heeres mit den Offizieranwärtern der aktiven Truppenteile.
- Besuch eines Offizierlehrgang an einem Regional Training Institute des Bundesstaates mit einem Wochenende pro Monat und einer zweiwöchigen Abschlusslehrgang in einem Zeitraum von 18 Monaten.
- Besuch eines speziellen Offizierlehrgang der Nationalgarde von acht Wochen Dauer in Vollzeit den eine oder mehreren Bundesstaaten unregelmäßig anbieten.

### Offizieranwärter aus den Streitkräften
Ungefähr ein Drittel der Offizieranwärter kommt aus den aktiven Unteroffizieren und Mannschaften der Teilstreitkräfte. Sie können grundsätzlich alle unterschiedliche Ausbildungsgänge für Offiziere der Streitkräfte durchlaufen. Jüngere Bewerber mit hohem Potential werden an die Militärakademie der Teilstreitkraft versetzt, meist durchlaufen sie vorher noch einen speziellen Vorbereitungskurs (englisch Preparatory School) an der Militärakademie, um sie auf die Ausbildung vorzubereiten. Andere Bewerber werden zum Studium in den Reservestatus versetzt, studieren an einer Universität oder Hochschule und nehmen gleichzeitig an der Ausbildung im Reserve Officer Training Corps teil, um anschließend als Offizier in den aktiven Dienst zurückzukehren. Bewerber aus der Laufbahn der Unteroffiziere, die bereits über einen akademischen Abschluss oder streitkräfteintern gleichwertige Ausbildung besitzen, nehmen an der Offizierausbildung an der Offizieranwärterschule teil.

### Einstellung als Offizier
Spezialisten verschiedener Fachrichtungen, wie Juristen, Mediziner, Priester oder Ingenieure, können je nach Teilstreitkraft im Rahmen einer Direct Commission direkt als Offizier eingestellt werden. Sie werden nicht zusammen mit Offizieranwärtern ausgebildet, sondern durchlaufen, je nach Teilstreitkraft, eine spezielle Ausbildung an einer eigenen Schule oder eine spezielle Offizierausbildung an der Offizieranwärterschule.

## Nationale Volksarmee
Die Nationale Volksarmee der Deutschen Demokratischen Republik fasste angehende Offiziere unter der Bezeichnung Offiziersschüler zusammen.